# Forge-Philippe
Forge-Philippe is een dorp in de Belgische provincie Henegouwen en een deelgemeente van de Waalse gemeente Momignies.

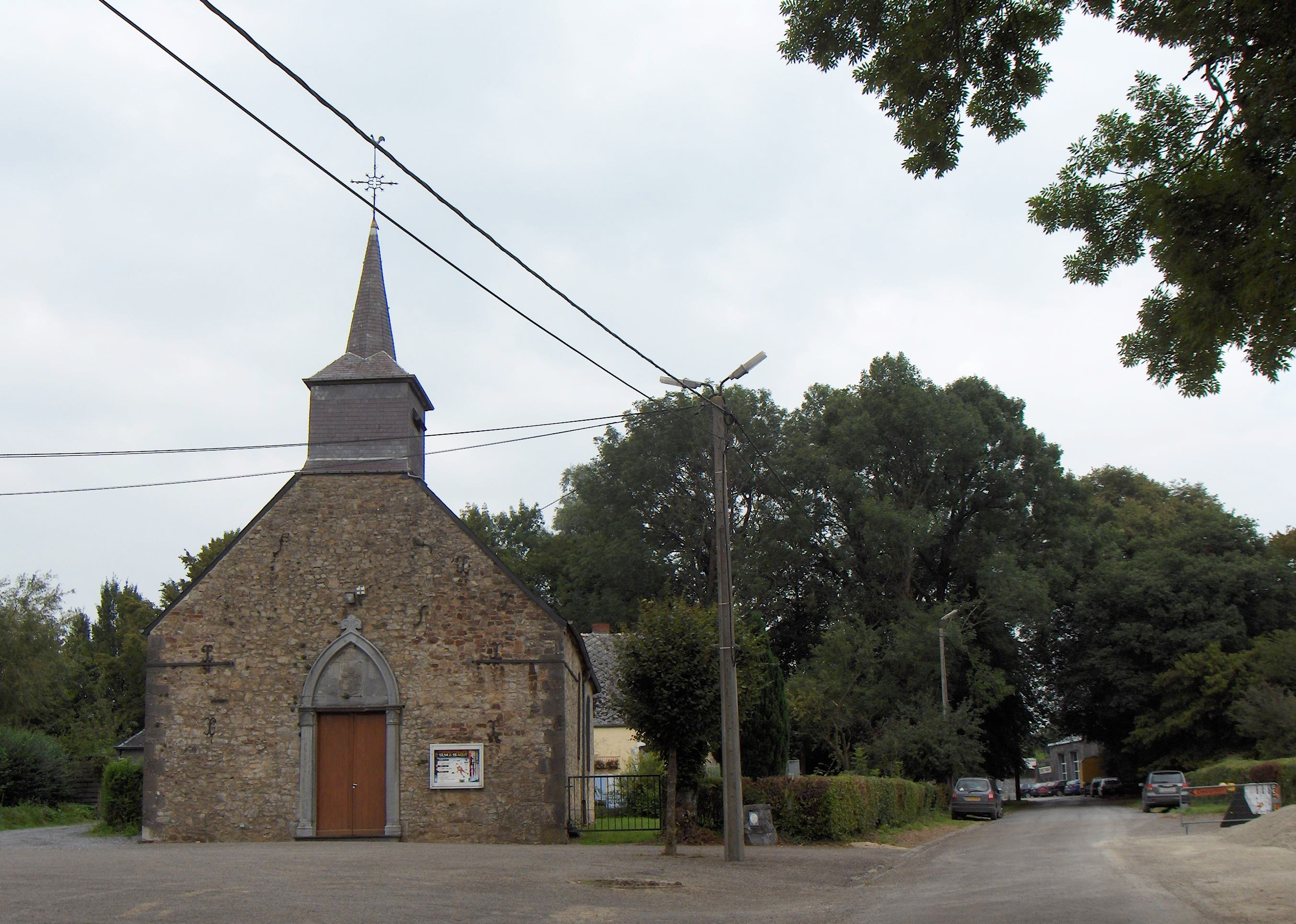
Kerk en hoofdstraat

## Geschiedenis
Forge-Philippe behoorde tot de gemeente Seloignes, maar werd in 1903 afgesplitst als een zelfstandige gemeente. Bij de gemeentelijke herindeling van 1977 werd aan Forge-Philippe een deelgemeente van Momignies.

## Demografische ontwikkeling
- Bronnen:NIS, Opm:1831 tot en met 1970=volkstellingen

## Bezienswaardigheden
- De Église de la Sainte-Vierge